# Обикновен глог
Обикновен глог (Crataegus monogyna) е вид храст или дърво от род Глог, семейство Розови. Разпространено е сред храсталаци и гори. Висок е 5 – 14 метра и се среща в Европа, Северна Африка и Западна Азия. Част от скъсените му клонки са видоизменени в бодли и това е дало основание за народната поговорка „От трън – та на глог“. Листата са дълги 2 – 4 cm. и специфично изрязани. Цветовете му са бели и ароматни с диаметър 8 – 15 мм. Плодовете са лъжливи, сферични, имат червен или червено-кафяв цвят. Съдържат по едно семе. Дървесината на глога е много твърда и здрава, а много от останалите части на растението се използват в медицината.
Екстракти от плодовете, листата или цветовете могат да облекчат симптоми на сърдечна недостатъчност.